# Giglio Bisagno
Giglio Bisagno (* 31. Januar 1903 in Genua; † 16. Dezember 1987 ebenda) war ein italienischer Schwimmer.

## Karriere
Bisagno nahm 1920 an den Olympischen Spielen in Antwerpen teil. Hier scheiterte er in den Wettbewerben über 400 m und 1500 m Freistil jeweils im Vorlauf an der Halbfinalqualifikation. Mit der italienischen Staffel über 4 × 200 m Freistil erreichte er den fünften Rang.
Auf nationaler Ebene konnte der Schwimmer zwischen 1920 und 1923 vier italienische Meistertitel erringen – je einen über 400 m und 1500 m Freistil sowie zwei mit der Staffel über 4 × 200 m Freistil.